# Knooppunt Hattemerbroek
Het Knooppunt Hattemerbroek is een Nederlands verkeersknooppunt voor de aansluiting van de autosnelwegen A28 en A50 en autoweg N50, tussen Wezep en Zwolle. Het knooppunt is een voorbeeld van een klaverturbine. Bij de aanleg van de N50 naar Kampen en Emmeloord is het huidige knooppunt in de jaren 80 ontstaan.

## Richtingen knooppunt
| Aansluitende wegen                         | Aansluitende wegen | Aansluitende wegen                      | Aansluitende wegen | Aansluitende wegen                   |
| ------------------------------------------ | ------------------ | --------------------------------------- | ------------------ | ------------------------------------ |
| richting Kampen / Emmeloord                |                    |                                         |                    | richting Zwolle / Meppel / Groningen |
|                                            |                    |                                         |                    |                                      |
|                                            |                    |                                         |                    |                                      |
|                                            |                    |                                         |                    |                                      |
| richting Harderwijk / Amersfoort / Utrecht |                    | richting Apeldoorn / Arnhem / Eindhoven |                    |                                      |

Almere · Amstel · Arnestein · Assen · Azelo · Badhoevedorp · Bankhoef · Batadorp · Beekbergen · Benelux · Beverwijk · Bodegraven ·  Boterdiep ·  Buren · Burgerveen · Coenplein · De Baars · De Hoek · De Hogt · De Nieuwe Meer · De Poel · De Punt · De Stok · Deil · Diemen · Drachten · Drie Klauwen · Eemnes · Ekkersweijer · Emmeloord · Empel · Euvelgunne · Everdingen · Ewijk · Galder · Gooimeer · Gorinchem · Gouwe · Grijsoord · Hattemerbroek · Heerenveen · Hellegatsplein · Het Vonderen · Hintham · Hoevelaken · Hofvliet · Holendrecht · Holsloot · Hoogeveen · Hooipolder · IJmuiden (niet officieel) · Joure · Julianaplein · Kerensheide · Kethelplein · Klaverpolder · Kleinpolderplein · Kooimeer · Kruisdonk · Kunderberg · Lankhorst · Leenderheide · Lunetten · Maanderbroek · Markiezaat · Muiderberg · Neerbosch · Noordhoek · Ommedijk · Oud-Dijk · Oudenrijn · Paalgraven · Princeville · Prins Clausplein · Raasdorp ·  Reitdiep ·  Ressen · Ridderkerk · Rijkevoort · Rijnsweerd · Rottepolderplein · Rozenburg · Sabina · Sint-Annabosch · Stelleplas · Slufter · Ten Esschen · Terbregseplein · Tiglia · Vaanplein · Valburg · Velperbroek · Velsen · Vlaardingen · Vught · Waterberg · Watergraafsmeer · Werpsterhoek · Westerlee · Ypenburg · Zaandam · Zaarderheiken · Zonzeel · Zoomland · Zuidbroek · Zurich

Geplande knooppunten:
De Liemers · Zestienhoven

Voormalige knooppunten:
Bocholtz · Ekkersrijt · Europaplein (Groningen) · Europaplein (Maastricht) · Lindenholt